# Scott Shaw
Scott Shaw, född 23 september 1958 i Los Angeles i Kalifornien, är en amerikansk författare, skådespelare och filmskapare.

### Filmografi (några exempel)
- 9mm Sunrise (2006)
- Guns of El Chupacabra (1997)
- Hitman City (2003)
- Interview: The Documentary (2005)
- Killer: Dead or Alive (2006)
- Max Hell Frog Warrior (1996)
- One Shot Sam (2006)
- Return of the Roller Blade Seven (1993)
- Samurai Johnny Frankenstein (1993)
- Samurai Vampire Bikers From Hell (1992)